# 氷II
氷II（こおりに、Ice II）は、非常に秩序立った構造を持つ菱面体晶形の氷である。氷Ih相を198Kの温度で300MPaに加圧するか、氷Vを除圧することで形成される。加熱すると、氷IIIに転移する。通常の水の氷は、ブリッジマン命名法では、氷Ih相として知られる。氷IIから氷XVIIIまでの異なる種類の氷は、実験室において異なる温度や圧力で作られる。木星のガニメデのような氷衛星の核は、氷IIを含んでいると考えられている。

## 歴史
氷IIの性質は、1900年にグスタフ・タンマンが高圧低温での氷の実験を行っている際に初めて記述、記録した。氷IIIを生成した後、タンマンは、200MPaの圧力の下、-70℃から-80℃の温度で氷を圧縮しようとした。タンマンは、この状態では、氷IIは、氷IIIで観測したよりも密度が高くなっていると記録した。彼はまた、液体空気の温度が保たれる限り、どちらの種類の氷も大気圧下で安定に存在し続けることができ、ゆっくりと氷Ih相に戻っていくことも発見した。
パーシー・ブリッジマンが1912年に行った実験で、氷IIと氷IIIの体積の差は、0.0001 m3/kgの範囲内であることが示された。この差はあまりに小さかったためタンマンは発見できず、そのためタンマンはこの2相の間の気液平衡曲線を決定できなかった。この曲線は、氷IIIから氷IIへの構造の変化は、その媒体が以前に氷IIの構造である場合により起こりやすいことを示していた。しかし、氷IIの状態になったことのない氷IIIのサンプルは、氷IIに変化せずに-70℃まで過冷却されたものである。しかし逆に、氷IIを過熱しても同じ形を維持することはできなかった。ブリッジマンは、氷IIと氷IVの平衡曲線が同じ安定性と小さな体積の変化を持ち、氷IIIのものとよく似ていることに気付いた。氷IIと氷Vの平衡曲線は、これとはかなり異なり、体積の差はほぼ常に0.0000545 m3/kgである。